# Asz-Szajch Dżarrah
Asz-Szajch Dżarrah (arab. الشيخ جراح; hebr. שייח' ג'ראח) – osiedle mieszkaniowe w Jerozolimie w Izraelu, znajdujące się na terenie Wschodniej Jerozolimy.

## Położenie
Osiedle leży w północnej części miasta, na północno-zachodnich stokach góry Skopus. Na północy znajduje się osiedle Kirjat Menachem, na zachodzie Ma’alot Dafna i Arze ha-Bira, na południu Ha-Moszawa ha-Amerika’it, a na wschodzie Wadi al-Dżauz.

## Historia
Arabska wioska Asz-Szajch Dżarrah wzięła swoją nazwę od grobowca szejka Dżarraha. Grób datowany na 1201 jest miejscem pochówku emira Husama ad-Din al-Dżarrahiego, który był lekarzem Saladyna. W XII wieku powstał tutaj niewielki meczet nazywany Zawija Dżarrahija. Wioska zaczęła rozwijać się wokół grobowca. W północnej i wschodniej części powstały domy bogatszych mieszkańców wioski, a w zachodniej domy biedoty. Spis ludności przeprowadzony w 1905 mówi, że w Asz-Szajch Dżarrah mieszkało 167 muzułmańskich rodzin, 97 żydowskich rodzin i 6 rodzin chrześcijańskich.

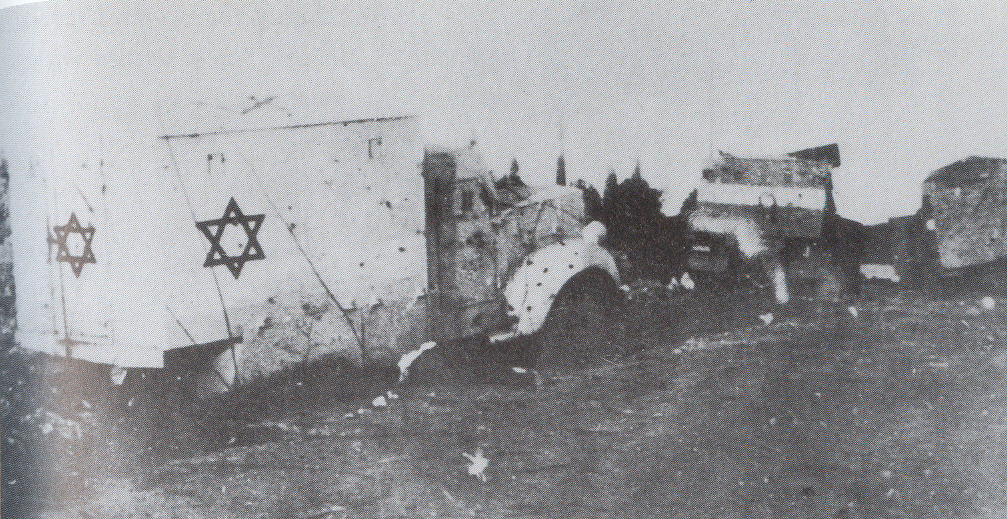
Zniszczony żydowski konwój Hadassah, 1948

Podczas wojny domowej w Mandacie Palestyny w dniu 13 kwietnia 1948 siły arabskie zaatakowały żydowski konwój przejeżdżający przez osiedle w drodze do Szpitalu Hadassah na górze Scopus. W zasadce zginęło 78 Żydów, w większości lekarzy i pielęgniarek. 24 kwietnia członkowie żydowskiej organizacji paramilitarnej usiłowali zaatakować w odwecie osiedle, zostali jednak powstrzymani przez brytyjskich żołnierzy.
Podczas wojny o niepodległość w 1948 osiedle znalazło się pod kontrolą jordańskiego Legionu Arabskiego. Rejon ten był kilkakrotnie atakowany przez izraelskie siły, które usiłowały utworzyć korytarz komunikacyjny z żydowską enklawą na górze Scopus. Po wojnie osiedle znalazło się w strefie zdemilitaryzowanej patrolowanej przez siły UNTSO.
Podczas wojny sześciodniowej w 1967 osiedle zostało zajęte przez wojska izraelskie.